# コンプセミス
コンプセミス は北アメリカの白亜紀後期と暁新世に棲息した古代のカメである。いくつかの種が記載されたことがあるが、全て模式種のC. victaに統合されると思われる。
分類に関してはよくわかっていない が、近年の研究者はデルマテミス科に含めがちである。
コンプセミスは中型のカメで、全長30cm以上に成長した。他のカメには見られない隆起した扁平な甲羅で覆われている。これにより、小さな甲羅の断片さえもコンプセミスとして識別することができる。頭骨はワニガメのそれに似ている。獰猛な水棲肉食動物であったにちがいない。